# Kagemni
Kagemni (fl. XXIII secolo a.C.) è stato un visir vissuto durante la prima parte di regno di re Teti della VI dinastia egizia.
La moglie di Kagemni, Sesheshet Nebtynubkhet, era probabilmente una delle figlie di Teti.

## Biografia
Kagemni vantava un gran numero di titoli. Fu sorvegliante delle due case dell'oro, e dei due tesori. Ricoprì anche numerose posizioni religiose, tra cui quella di alto sacerdote di Ra e stolista di Min. Altri suoi doveri erano relativi al palazzo reale: sorvegliante delle due camere di abbellimento del re, direttore dei palazzi delle corone bianca e rossa e custode delle decorazioni della testa. Essendo visir, Kagemni era anche sorvegliante degli scriba dei documenti reali, sorvegliante di tutti i lavori del re, e delle sei grandi corti.

## Tomba
Kagemni fu sepolto in una mastaba del cimitero di Teti a Saqqara, adiacente a quella, più grande, di Mereruka. La tomba, scoperta nel 1843 da Karl Richard Lepsius, è a forma di L il cui lato maggiore misura 32 m. Come nella piramide di Unas la parte esterna è in gran parte deteriorata e poco visibile; sono invece ben conservate le parti sotterranee con stanze che presentano rivestimenti di granito nero decorate con geroglifici
La mastaba era costruita con grandi blocchi di calcare. Parte della mastaba aveva una costruzione massiccia e l'altra era  formata da vani con pilastri, una cappella di sei stanze, una sala colonnata, cinque magazzini, due grandi camere destinate per contenere le barche solari, privilegio solitamente destinato ai faraoni; vi era inoltre un serdab, una falsa porta ed una scala che dava accesso al tetto. I muri della cappella erano decorati, il che fa capire che dava accesso alla camera sepolcrale, situata sul fondo di una buca. Questa stanza conteneva un sarcofago in pietra completo di scritte, all'interno del quale si trovava una bara in legno.
All'entrata della tomba si trovava una sala, seguita da una stanza colonnata e da una serie di stanze a nord. La sala d'entrata rappresenta scene di vita quotidiana, tra cui un disegno di danzatrici. Nella sala colonnata è raffigurato il visir Kagemni su una barca accompagnato da una piccola barca di papiro con tre uomini. Si tratta di scene di pesca e di vita selvatica, con coccodrilli, libellule e rane. Negli altri disegni della sala colonnata si vede bestiame, ed un uomo che conduce un vitello ed una mucca da mungere.
Le stanze che si trovano oltre la sala colonnata mostrano Kagemni con tre assistenti. In questa scena si trovano molti dei suoi titoli. Altri disegni di questa stanza raffigurano uccelli, ed in uno di questi un'oca viene alimentata a forza, in modo simile a quello raffigurato nella tomba di Mereruka.